# Błonie (województwo dolnośląskie)
Błonie – wieś w Polsce położona w województwie dolnośląskim, w powiecie średzkim, w gminie Miękinia.
Przez miejscowość przebiega droga krajowa DK94.

## Podział administracyjny
W latach 1975–1998 miejscowość administracyjnie należała do województwa wrocławskiego.